# 掀蓋頭 (中式婚禮)
掀蓋頭又称掀巾、挑方巾、揭方巾、揭盖头、挑盖头，即中式婚禮中掀開蓋著新娘的蓋頭，這是一个极关重要的礼节。

## 掀蓋頭之人
依照時代與各地風俗不同，由何種身份的人掀蓋頭也有不同。有些是由新郎親自掀開，有些則是其他特定身份的人，例如宋代《夢梁錄》記載當時婚禮是由男家的全福女親掀起，清代《儀禮節略》則記載是由新娘的姆（本指女師，無女師則由褓姆或在婚禮上相當於女師及褓姆的喜娘）掀開。由新郎挑方巾者，除了是沿襲唐風之外，有些由全福人掀蓋頭的地區，當男方家中无合适的全福人（例如男方家中所有全福人生肖均和新人相克相冲），则新郎本人揭方巾也可。现今由新郎揭方巾已于中式传统婚礼上成为主流。也有一些地區是由新郎母親掀開蓋頭。

## 掀蓋頭方式
掀蓋頭除了徒手掀開之外，還有用秤杆、子孫尺、摺扇、筷子等挑蓋頭，以秤杆最為常見，肇因中国民间信仰认为新娘兜红方巾是为了克制天煞恶星，要挑开方巾必须要有制服力。秤是经过历代帝皇御封的，属于龙品，能驱除天煞恶星。而秤又寓意婚后称心如意。同时因傳統尺斤法一斤为十六两，而南斗是六星，北斗是七星，加上福、禄、寿三星，共十六星，正合十六之数。以秤杆在洞房内代表有南斗、北斗及福、禄、寿诸星，为大吉大利。
有些地区如江苏苏州等地，盛行挑方巾时用红绸缚着的秤杆和甘蔗挑去新娘的盖头，寓意日后生活如甘蔗节节高，越过越甜：全福人或姆用红绸或红纸缚在一起的两根秤杆、两根甘蔗，来到新房，背立在甘蔗的稍尖插进大红方巾，由喜娘握定方位，全福人或姆就势揿下根部，梢部向上一抬便把方巾挑起。喜娘便道：“方巾挑得高，儿子做阁老”。若把方巾挑得很远，喜娘就说：“方巾挑得远，儿子做状元”。而全福人或姆挑去方巾后径直出去，据说此举可避婆媳之间的“逆面冲”。喜娘则把秤和甘蔗插进床顶，以示吉利。如湖南祁东一带新人双双坐在床边时，由婆婆手拿用红纸箍着的两把筷子，轻轻地拨掉新娘的盖头，寓意催促新娘“快快生子”。